# Leonteo
Leonteo (in greco antico: Λεοντεύς?, Leontéus) è un personaggio della mitologia greca. Fu un re dei Lapiti e partecipò alla guerra di Troia.

## Genealogia
Figlio di Corono, fu il padre di Issione.

## Mitologia
Fu uno dei pretendenti di Elena e partecipò alla guerra di Troia (assieme a Polipete) con quaranta navi.
Durante la guerra uccise Antifate, Menone, Iameno, Oreste e ferì Ippomaco. Partecipò ai giochi funebri organizzati in onore di Patroclo, dove sfidò il suo amico e altri valorosi combattenti in una gara di lancio del peso.
()
" Leonteo rampollo d'Ares, il figlio d'Antimaco 

ferì, Ippomaco d'asta, cogliendolo alla cintura " 
(Omero, Iliade, XII, vv.188-89, traduzione di Rosa Calzecchi Onesti)
Dopo la guerra non fece ritorno in patria ma si spostò a Colofone e secondo Aristotele mori nella terra dei Medi.